# Light Fuse and Get Away
"Light Fuse and Get Away" je peta pjesma s albuma When Dream and Day Unite (izdan 1989. godine) američkog progresivnog metal sastava Dream Theater. 
Tekst pjesme napisao je klavijaturist Kevin Moore, a govori o situacijama kada se čovjek jednostavno ne želi emocionalno povezati s drugima. Moore navodi kako pjesmu nije temeljio na vlastitim iskustvima, ali da je isto tako osjećao kako nekad jednostavno ne želi stupati u vezu (sa ženskom osobom) iz razloga što ne želi riskirati da na kraju bude ostavljen. 
Kritičari internetske stranice Metal Storm prokomentirali su pjesmu kao skladbu s pomalo mračnim ugođajem, ali izuzetno kompleksnu, s puno virtuoznosti, uspoređujući ju s glazbom progresivnih rock velikana Pink Floyd. Sputnik Music kritizira pjevanje Charlieja Dominicija te smatra skladbu previše monotonom, ali da je unatoč tomu instrumentalni dio izvrsno dorađen.

## Izvođači
- Charlie Dominici – vokali
- John Petrucci – električna gitara
- John Myung – bas-gitara
- Mike Portnoy – bubnjevi
- Kevin Moore – klavijature